# Petra Němcová
Petra Němcová (n. 24 iunie 1979) este o manechină, realizatoare de televiziune, autoare și filantroapă cehă. Ea este fondatoarea și președinta Happy Hearts Fund. În decembrie 2004, a fost rănită în Thailanda de un tsunami, care a rezultat în urma Cutremurului din Oceanul Indian din 2004; logodnicul ei, fotograful Simon Atlee, a fost ucis de tsunami.